# Kasteel Streversdorp

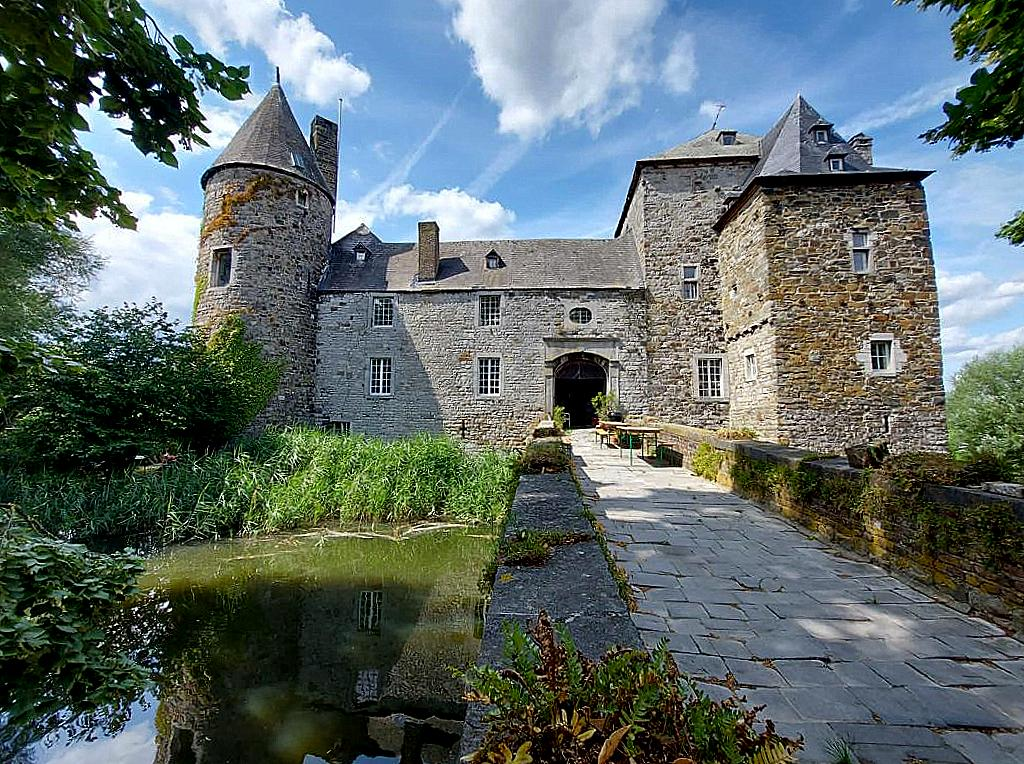
Kasteel Streversdorp

Het Kasteel Streversdorp of Kasteel de Graaf (Château de Graaf) is een kasteel in de tot de Belgische gemeente Plombières behorende plaats Montzen, gelegen aan de Rue du Château de Graaf.

## Geschiedenis
Een zekere Goswin de Treversdorp uit de 14de eeuw is de eerst bekende eigenaar. Er is een snelle opeenvolging van eigenaars, maar in 1475 was het van Jean van den Horrick en vervolgens zijn dochter, die gehuwd was met Guillaume van der Heyden alias Belderbusch, welke in 1530 de eigenaar werd. De familie Van der Heyden bleef eigenaar tot 1810, toen het kasteel verkocht werd en de familie de Thiriart eigenaar werd. In 1860 stierf de eigenaar kinderloos en kwam het kasteel aan diens achterneef, Gaston de la Rousselière-Clouard. In 1908 kwam het door verkoop aan de familie d'Othée. In 1986 werd het verkocht aan de eigenaar van het kasteel van Lontzen.

## Gebouw
Het kasteel is gelegen te midden van boerderijgebouwen. Bij het kasteel ligt ook een kapel, uit het begin van de 18e eeuw, met boven de ingang de wapenschilden van de families Belderbusch en Westrem. Het eigenlijke kasteel ligt te midden van grachten en is toegankelijk via een stenen brug. Het kasteel is gebouwd in natuursteenblokken. Rechts van de ingang is een vierkante toren, links een ronde toren met kegelvormige spits, vermoedelijk 16e-eeuws. De noordwestelijke zijde heeft een tweede ronde toren, evenwel lager dan oorspronkelijk. Achter de vierkante toren is een rechthoekig bouwwerk, de oorspronkelijke middeleeuwse donjon, die in de 15e eeuw aan de noordzijde werd uitgebouwd. In het kasteel herkent men nog schietgaten, een gevangenis, en een kelder.
Van het interieur zijn nog sommige onderdelen behouden, zoals een tegelvoer, sierlijke fresco's uit de 17e eeuw, welke echter in staat van verval verkeren. 